# Бержер (коммуна)
Берже́р (фр. Bergères) — коммуна во Франции, находится в регионе Шампань — Арденны. Департамент — Об. Входит в состав кантона Бар-сюр-Об. Округ коммуны — Бар-сюр-Об.
Код INSEE коммуны — 10039.
Коммуна расположена приблизительно в 190 км к востоку от Парижа, в 90 км южнее Шалон-ан-Шампани, в 50 км к востоку от Труа.

## Население
Население коммуны на 2008 год составляло 121 человек.
| 1962 | 1968 | 1975 | 1982 | 1990 | 1999 | 2008 |
| ---- | ---- | ---- | ---- | ---- | ---- | ---- |
| 121  | 123  | 112  | 140  | 121  | 114  | 121  |

## Администрация
| Период | Период | Фамилия      | Партия | Примечания |
| ------ | ------ | ------------ | ------ | ---------- |
| 2001   | 2008   | Жан Риголло  |        |            |
| 2008   |        | Флоранс Пети |        |            |

## Экономика
В 2007 году среди 74 человек в трудоспособном возрасте (15—64 лет) 60 были экономически активными, 14 — неактивными (показатель активности — 81,1 %, в 1999 году было 66,7 %). Из 60 активных работали 59 человек (32 мужчины и 27 женщин), безработным был 1 мужчина. Среди 14 неактивных 5 человек были учениками или студентами, 4 — пенсионерами, 5 были неактивными по другим причинам.

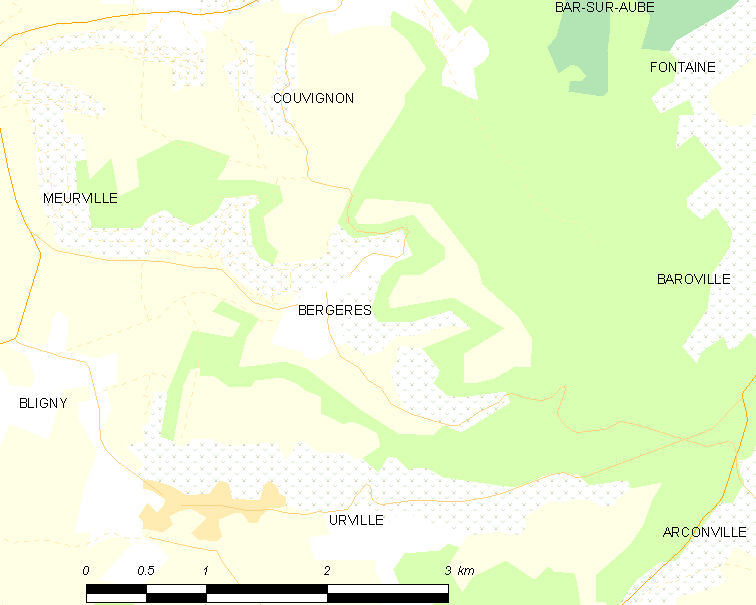
Карта коммуны